# فريدريك بوم
فريدريك بوم (بالألمانية: Frederik Böhm)‏ هو موجه قوارب ‏ ألماني، ولد في 27 نوفمبر 1985.

## وصلات خارجية
- فريدريك بوم على موقع الاتحاد الدولي للتجديف (الإنجليزية)